# Appingedam vasútállomás
Appingedam vasútállomás vasútállomás Hollandiában, Appingedam városában.

## Vasútvonalak
Az állomást az alábbi vasútvonalak érintik:
- Groningen–Delfzijl-vasútvonal

## Kapcsolódó állomások
A vasútállomáshoz az alábbi állomások vannak a legközelebb:
- Loppersum vasútállomás
- Delfzijl West vasútállomás